# Гуњевац
Гуњевац је насеље у Србији у општини Уб у Колубарском округу. Према попису из 2022. било је 523 становника.

## Демографија
У насељу Гуњевац живи 405 пунолетних становника, а просечна старост становништва износи 39,4 година (39,2 код мушкараца и 39,7 код жена). У насељу има 136 домаћинстава, а просечан број чланова по домаћинству је 3,65.
Ово насеље је великим делом насељено Србима (према попису из 2002. године), а у последња три пописа, примећен је пораст у броју становника.
|  |

| Демографија | Демографија | Демографија |
| Година      | Становника  | Становника  |
| ----------- | ----------- | ----------- |
| 1948.       | 379         |             |
| 1953.       | 410         |             |
| 1961.       | 463         |             |
| 1971.       | 419         |             |
| 1981.       | 422         |             |
| 1991.       | 467         | 466         |
| 2002.       | 497         | 499         |

| Етнички састав према попису из 2002.‍ | Етнички састав према попису из 2002.‍ | Етнички састав према попису из 2002.‍ | Етнички састав према попису из 2002.‍ | Етнички састав према попису из 2002.‍ |
| ------------------------------------ | ------------------------------------ | ------------------------------------ | ------------------------------------ | ------------------------------------ |
|                                      |                                      |                                      |                                      |                                      |
| Срби                                 | Срби                                 |                                      | 495                                  | 99,59%                               |
| непознато                            | непознато                            |                                      | 2                                    | 0,40%                                |

| Година пописа     | 1948. | 1953. | 1961. | 1971. | 1981. | 1991. | 2002. |
| ----------------- | ----- | ----- | ----- | ----- | ----- | ----- | ----- |
| Број домаћинстава | 75    | 92    | 104   | 94    | 114   | 121   | 136   |

| Број чланова      | 1  | 2  | 3  | 4  | 5  | 6  | 7 | 8 | 9 | 10 и више | Просек |
| ----------------- | -- | -- | -- | -- | -- | -- | - | - | - | --------- | ------ |
| Број домаћинстава | 14 | 19 | 23 | 45 | 19 | 11 | 5 | 0 | 0 | 0         | 3,65   |

| Пол    | Укупно | Неожењен/Неудата | Ожењен/Удата | Удовац/Удовица | Разведен/Разведена | Непознато |
| ------ | ------ | ---------------- | ------------ | -------------- | ------------------ | --------- |
| Мушки  | 217    | 70               | 137          | 6              | 4                  | 0         |
| Женски | 212    | 44               | 139          | 26             | 3                  | 0         |
| УКУПНО | 429    | 114              | 276          | 32             | 7                  | 0         |

| Пол    | Укупно                    | Пољопривреда, лов и шумарство | Рибарство                            | Вађење руде и камена | Прерађивачка индустрија       |
| ------ | ------------------------- | ----------------------------- | ------------------------------------ | -------------------- | ----------------------------- |
| Мушки  | 120                       | 47                            | 0                                    | 2                    | 23                            |
| Женски | 86                        | 27                            | 1                                    | 2                    | 16                            |
| УКУПНО | 206                       | 74                            | 1                                    | 4                    | 39                            |
| Пол    | Производња и снабдевање   | Грађевинарство                | Трговина                             | Хотели и ресторани   | Саобраћај, складиштење и везе |
| Мушки  | 5                         | 9                             | 13                                   | 4                    | 4                             |
| Женски | 0                         | 3                             | 12                                   | 2                    | 2                             |
| УКУПНО | 5                         | 12                            | 25                                   | 6                    | 6                             |
| Пол    | Финансијско посредовање   | Некретнине                    | Државна управа и одбрана             | Образовање           | Здравствени и социјални рад   |
| Мушки  | 0                         | 2                             | 3                                    | 3                    | 0                             |
| Женски | 0                         | 1                             | 2                                    | 10                   | 5                             |
| УКУПНО | 0                         | 3                             | 5                                    | 13                   | 5                             |
| Пол    | Остале услужне активности | Приватна домаћинства          | Екстериторијалне организације и тела | Непознато            | Непознато                     |
| Мушки  | 2                         | 0                             | 0                                    | 3                    | 3                             |
| Женски | 0                         | 0                             | 0                                    | 3                    | 3                             |
| УКУПНО | 2                         | 0                             | 0                                    | 6                    | 6                             |